# John Gill (théologien)
Pour les articles homonymes, voir John Gill.

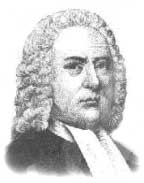
John Gill (théologien)

John Gill (23 novembre 1697 - 14 octobre 1771) est un pasteur chrétien baptiste réformé anglais, un bibliste érudit et un théologien aux fermes convictions calvinistes. Les relations de Gill avec l'hyper-calvinisme font l'objet d'un débat académique.

## Biographie

### Enfance et formation
Il est né à Kettering dans le Northamptonshire le 23 novembre 1697 dans une famille pieuse et est élevé dans la foi baptiste réformée,. Il suit de brillantes études au lycée de Kettering, maitrisant les humanités latines et le grec à l'âge de onze ans. Ni lui-même ni ses parents ne souhaitant l'exposer à l'enseignement religieux anglican prévalent dans l'enseignement supérieur britannique, le jeune homme continue à étudier en autodidacte dans tous les domaines, depuis la logique jusqu'à l'hébreu. L'amour de l'hébreu poursuivra Gill tout au long de sa vie ; il sera sans doute le meilleur hébraïste de son époque.
Vers l'âge de douze ans, Gill est vivement frappé par un sermon de son pasteur, William Wallis, sur le texte, « Mais l'Éternel Dieu appela l'homme, et lui dit : où es-tu ? » (Genèse 3:9). Ce message l'amène finalement à la conversion, mais ce ne fut que sept ans plus tard, à l'âge de 18 ans, que John Gill fait sa profession de foi publique. En 1718, il se marie avec Elizabeth Negus, membre de son église. 

### Ministère
En 1718 à l'âge de 21 ans, il devient assistant du pasteur John Davis à Higham Ferrers. En 1719, il est appelé comme pasteur à l'Église baptiste réformée de Goat Yard Chapel à Horsleydown dans le quartier Southwark, à Londres. En 1757, son église a besoin de locaux plus importants et se déplace à Carter Lane à St. Olave’s Street, toujours à Southwark. Son pastorat dure 51 ans. Cette église baptiste, qui a été autrefois celle du pasteur Benjamin Keach, deviendra plus tard la chapelle New Park Street puis le Tabernacle métropolitain sous la conduite de Charles Spurgeon.
Pendant le ministère de John Gill, l'Église soutint fortement le pasteur revivaliste George Whitefield, qui prêchait en plein air sur le terrain communal tout proche de Kennington Common[réf. nécessaire].

## Publications
En 1748, Gill reçoit le titre de docteur honoris causa en théologie de l'université d'Aberdeen, cela, selon ses propres termes, "sans l'avoir cherché, pensé ou acheté". Les principaux ouvrages de cet auteur à la fois érudit, profond et prolifique sont les suivants :
- The Doctrine of the Trinity Stated and Vindicated (Londres, 1731)
- The Cause of God and Truth (4 tomes, 1735-1738), a retort to Daniel Whitby's Five Points
- An Exposition of the New Testament (3 tomes, 1746-1748), which with his Exposition of the Old Testament (6 tomes, 1748-1763) forme son œuvre la plus grande.
- A Dissertation on the Antiquity of the Hebrew Language (1767)
- A Body of Doctrinal Divinity (1767)
- A Body of Practical Divinity (1770).

## Pensée
John Gill est le premier grand théologien et écrivain baptiste. Son œuvre a toujours une influence au XXIe siècle. La relation de Gill avec l'hyper-calvinisme dans le baptisme anglais est matière à débat. Peter Toon argumente que Gill est lui-même hyper-calviniste, et fait même de Gill le père de l'hyper-calvinisme baptiste. Tom Nettles argumente que Gill n'est pas un hyper-calviniste lui-même, mais est un précurseur de ce mouvement. Il reste une référence pour les hyper-calvinistes baptistes.